# Saturnovi prsteni
Saturnovi prsteni su veoma složeni i sastoje se od stotina tisuća prstenčića. Tvar se nalazi čak i tamo gdje se mislilo da je prsten razdvojen. U Cassinijevoj pukotini, ograđenoj s dva tamna prstenčića, vide se četiri svijetla prstenčića, a svaki je širok 500 kilometara. Enckeova pukotina je tamni pojas od kojega je, do vanjskog svog promjera, A - prsten izrazite svjetline. Veličina tijela koja tvore prsten kreće se od prašine do stijena od stotinu metara. Razna područja naseljuju tijela različitih veličina, no u prosjeku kreću se oko 10 centimetara. Vanjština tjelešaca je ledena, a možda su ledena i skroz naskroz. Boja ledena površine nije sasvim bijela (albedo je 0,7), već pokazuje crvenkaste i smeđe nijanse. Iz gibanja svemirskih letjelica procijenjeno je da je ukupna masa prstena bar 1 000 puta manja od Mjesečeve. Praznine u prstenu ima sto puta više nego što je obujam koji tijela zapremaju. U prostoru između tijela ima vodika. Prema izravnim mjerenjima, debljina prstena nije veća od nekoliko stotina metara. Unutarnji polumjer dijela prstena vidljivog sa Zemlje iznosi 1,21 Saturnovog polumjera, a vanjski je polumjer jednak 2,26 Saturnovog polumjera. Debljina prstena, relativno prema promjeru, mnogo je manja nego debljina lista papira.

## Povijest istraživanja

### Galileov rad
Galileo Galilei prvi je promatrao Saturnove prstenove 1610. godine koristeći svoj teleskop, ali nije ih mogao prepoznati kao takve. Napisao je vojvodini Toskanije da "planet Saturn nije sam, već je sastavljen od tri tijela koja se gotovo međusobno dodiruju i nikad se ne miču, niti mijenjaju jedni prema drugima. Oni su raspoređeni u liniji paralelnoj sa zodijakom, a srednja (sam Saturn) je oko tri puta veća od bočnih. " Prstenje je opisao i kao Saturnove "uši". Godine 1612. Zemlja je prošla kroz ravninu prstenova i oni su postali nevidljivi. Mistificiran, Galileo je napomenuo "ne znam što bih rekao u slučaju tako iznenađujućem, tako neviđenom i tako romantičnom". Zamišljao je: "Saturn je progutao svoju djecu?" - pozivajući se na mit o tome da je Titan Saturn proždirao svoje potomstvo kako bi spriječio proročanstvo da će ga svrgnuti. Bio je dodatno zbunjen kada su prstenovi ponovno postali vidljivi 1613. godine. 
Rani astronomi koristili su anagrame kao oblik sheme posvećenosti kako bi postavili zahtjev za novim otkrićima prije nego što su njihovi rezultati bili spremni za objavu. Galileo je koristio smaismrmilmepoetaleumibunenugttauiras za Altissimum planetam tergeminum observavi ("Primijetio sam da najudaljenija planeta ima trostruki oblik") za otkrivanje prstenova Saturna.

### Teorija prstenova, promatranja i istraživanje
Christopher Wren je 1657. godine postao profesor astronomije na Gresham Collegeu u Londonu. Promatrao je planet Saturn od oko 1652. s ciljem objašnjenja njegove pojave. Njegova hipoteza napisana je u časopisu De corpore saturni, u kojem se približio prijedlogu da planet ima prsten. Međutim, Wren nije bio siguran je li prsten neovisan o planeti ili je fizički pričvršćen na njega. Prije objave Wrenove teorije Christiaan Huygens predstavio je svoju teoriju o prstenovima Saturna. Wren je to odmah prepoznao kao bolju hipotezu od njegove vlastite i De corpore saturni nikada nije objavljen.
Hipoteza Christiaana Huygensa bila je prva koja je sugerirala da je Saturn okružen prstenom odvojenim od planete. Koristeći teleskop za prelamanje snage 50 ×, koji je sam dizajnirao, daleko superiorniji od dostupnog Galileu, Huygens je promatrao Saturn i 1656. godine, poput Galilea, objavio je anagram u kojem je pisalo " aaaaaaacccccdeeeeeghiiiiiiillllmmnnnnnnnnnooooppqrrstttttuuuuu ". Nakon što je potvrdio svoja zapažanja, tri godine kasnije otkrio je da znači "Annuto cingitur, tenui, plano, nusquam coherente, ad eclipticam inclinato"; to jest, "Ono [Saturn] okruženo je tankim, ravnim, prstenom, nigdje se dodiruju, nagnutim na ekliptiku".  Robert Hooke bio je još jedan rani promatrač Saturnovih prstenova i primijetio je bacanje sjenki na prstenove.
1675. Giovanni Domenico Cassini utvrdio je da je Saturnov prsten sastavljen od više manjih prstenova s prazninama među njima; najveća od tih praznina kasnije je imenovana Cassinijeva pukotina. Ova podjela je područje široko 4.800 km između prstena A i B prstena.
1787. godine Pierre-Simon Laplace dokazao je da će jednolik čvrsti prsten biti nestabilan te je predložio da se prstenovi sastoje od velikog broja čvrstih ringleta.
James Clerk Maxwell je 1859. pokazao da nejednaki čvrsti prsten, čvrste ringlete ili neprekinuti prsten s tekućinom također neće biti stabilan, što ukazuje na to da prsten mora biti sastavljen od brojnih sitnih čestica, a sve neovisno kružeći oko Saturna. Kasnije je Sofija Kovalevskaja također otkrila da Saturnovi prstenovi ne mogu biti tekuća tijela u obliku prstena. Spektroskopske studije prstenova koje su 1895. godine proveli James Keeler iz opservatorija Allegheny i Aristarkh Belopolsky iz opservatorija Pulkovo pokazali su da je Maxwellova analiza bila ispravna. 
Četiri robotizirane letjelice promatrale su Saturnove prstenove iz okolice planeta. Pioneer 11 je najbliži prilazak Saturnu imao u rujnu 1979, na udaljenosti od 20 900 km. Pioneer 11 bio je odgovoran za otkriće F prstena. Voyager 1  je najbliže prošao pored Saturna u studenom 1980. godine na udaljenosti od 64,200 km. Neuspjeli fotopolarimetar spriječio je Voyager 1 da promatra Saturnove prstenove u planiranoj rezoluciji; ipak, slike iz svemirske letjelice pružile su neviđene detalje prstenastog sustava i otkrivale postojanje G prstena. Voyager 2 je imao najbliži prilaz u kolovozu 1981. godine na udaljenosti od 41,000 km. Funkcionalni fotopolarimeter Voyagera 2 dozvolio mu je promatrati sustav prstenova na višoj rezoluciji od Voyagera 1 i na taj način otkriti mnogo ranije neviđene prstene. Svemirska letjelica Cassini ušla je u orbitu oko Saturna u srpnju 2004. godine. Cassinijeve slike prstenova su najdetaljnije do danas, i odgovorne su za otkriće još više ringleta.

## Podjela prstenova
Prsten je podijeljen u uže dijelove, koji se imenuju velikim slovima. Najbolje se vide prstenovi A i B, koji su međusobno razdvojeni Cassinijevom pukotinom. Bliže planetu smješten je prsten C, koji pri vanjskom rubu također sadrži pukotinu. Taj se prsten ne vidi jasno sa strane odbijene svjetlosti, a zbog prozirnosti, ne baca ni sjenu na tijelo Saturna. U njemu se nalaze tijela prosječno veća, oko 1 metar, i rjeđe raspoređena. Kada se promatra u prolaznoj svjetlosti, taj je prsten sjajniji od svih drugih dijelova. 
Unutarnji prsten D pruža se sve do Saturnove površine i sastavljen je od sitnih čestica, prašine, koja pada na Saturn kao da se cijedi iz daljih dijelova prstena. Čestice praha nastaju stalno, mrvljenjem većih tijela pri međusobnim sudarima. Prsten B je najširi i najmanje proziran s osvjetljene strane. Kada se promatra sa strane prolazne svjetlosti, izgled mu se sasvim promijeni, taman je. 
Cassinijeva pukotina, široka 4 000 km, nije područje bez materijala. Tamna je samo ako se gleda sa Zemlje, i to zato što sadrži malo materijala. Nasuprot tome, ona je veoma svijetla, čak najsvjetliji dio prstena, kada se promatra sa strane prolazne svjetlosti. Svjetlost raspršuju tijela veličine 10 metara. 
Na raspored tijela u prstenčiće bitno utječu gravitacijske sile brojne porodice satelita (rezonancije, kao i kod planetoida), kao i negravitacijske sile (elektrostatske i magnetske). U prstenu C prstenčići su razmaknuti jednoliko, a uočen je i jedan prsten koji nije koncentričan. U prstenu B prstenčići su poredani bez neke pravilnosti. U tom prstenu zabilježena je jedna od najčudnijih pojava: pruge - katkada tamnije, katkada svjetlije, a pružaju se radijalno, u smjeru Saturna kao žbice kotača. Ophodno vrijeme tih žbica podudara se s ophodnim vremenom vrtnje Saturna i njegove magnetosfere. Njihova pojava i raspored mora da su uzrokovani silama kojima na čestice prašine, električki nabijene, djeluje magnetsko polje. 
Prsten A je najhomogeniji, no pri vanjskom rubu prorijeđen je Enckeovom pukotinom (Johann Franz Encke). Njegov vanjski rub je ujedno i vanjski rub prstena vidljiva sa Zemlje. No prstenovi se raspoređuju i dalje, a među njima se redaju najmanji sateliti. Atlas (mjesec) (također Saturn XV.) se kreće stazom 1 000 km daleko od prstena A. Njegova privlačna sila djeluje tako da je rub prstena A oštro omeđen. Zato je taj prirodni satelit nazvan "čuvarom". U procijepu 16. i 17. satelita nalazi se posljednji gusti prsten, prsten F, koji je otkrila 1979. svemirska letjelica Pioneer 11. Od prstena A udaljen je 4 000 km. Ophodno vrijeme tog prstena je 15 sati. Širok je stotinu kilometara, a izgled mu je promjenjiv. Pri prolazu Voyagera 1, prsten se sastojao od nekoliko odvojenih užih vrpci, pri čemu su se vrpce prepletale; pri prolazu Voyagera 2 vrpce se nisu prepletale. Promjena se tumači ritmičkim djelovanjem privlačenja tih satelita. 17. satelit je Saturnu za 800 km bliže od prstena, a 16. satelit za 1 500 km od Saturna dalje nego prsten. Unutarnji se satelit kreće brže. Uređujući "stado" mnogobrojnih sitnih pratilaca Saturna, oni imaju ulogu pasa čuvara, pa se i nazivaju "ovčarima". Oni sami imaju ophodno vrijeme u rezonanciji s ophodnim vremenom satelita Mimasa u omjeru 2:3. 
Sateliti 10. i 11. gibaju se stazama koje se izmjenjuju u roku od nekoliko godina. Nešto dalje od njih nalazi se prsten G. U njegovu području ne zapaža se nikakav veći pratilac. Jedna staza raspršenog materijala koji se sastoji od vrlo finih čestica, širi se od 3,5 do 8 Saturnova polumjera. To je prsten E. 
Saturnovi se prsteni sastoje od materijala koji je najvećim dijelom preostao još iz doba stvaranja Saturnovih satelita. Saturn se stezao na današnju veličinu, a vanjski su mu se slojevi hladili. Preostala vodena para iz oblaka kondenzirala se u meteoritna tijela i usredsredila u ekvatorskoj ravnini. Postoje pritom dvije mogućnosti. Ili od tih tijela nije nikada nastao cjelovit prirodni satelit, jer je to sprečavala plimna sila, ili se već stvoreno tijelo rapalo, opet zbog rastezne plimne sile. Mala debljina prstena posljedica je sudaranja tjelešaca. Ako se neka masa giba pod kutom prema ekvatorskoj ravnini, osim komponente brzine paralelno toj ravnini postoji i okomita komponenta. Zbog okomite komponente dolazi do sudaranja, a neelastični sudari vode pak smanjenju tih normalnih komponenti. Zato se postupno nagib ravnine prema ravnini ekvatora planeta smanjuje i staze koncentriraju se u jednoj ravnini. Taj mehanizam primjenjuje se i pri tumačenju nastanka planeta i njihova gibanja gotovo u jednoj ravnini.